# シーシャンティ

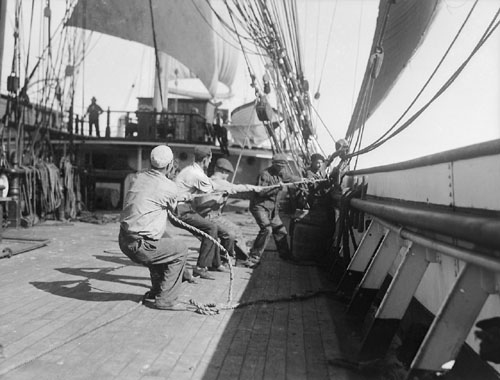
甲板作業中に船員はシャンティを歌った。

Patterson, J.E.著 "Sailors’ Work Songs." の挿絵より（1900年）

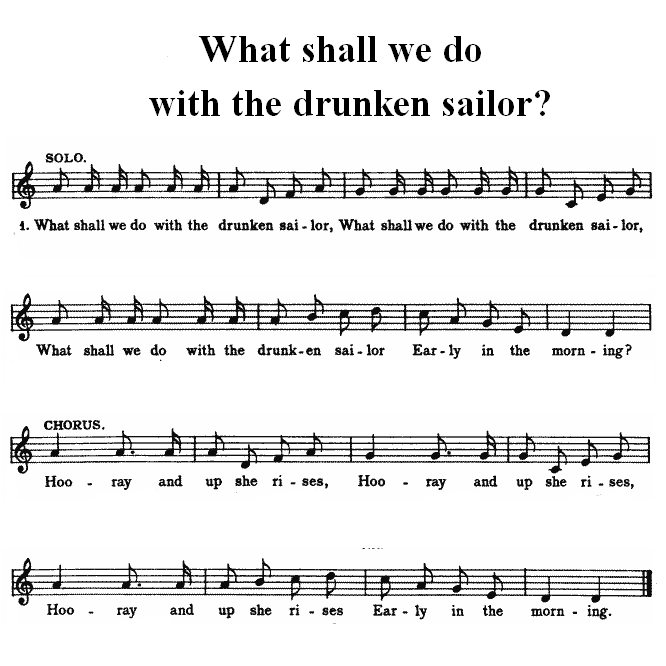
"Drunken Sailor"のメロディ。R.R.Terry's The Shanty Book, Part Oneより（1921年）。

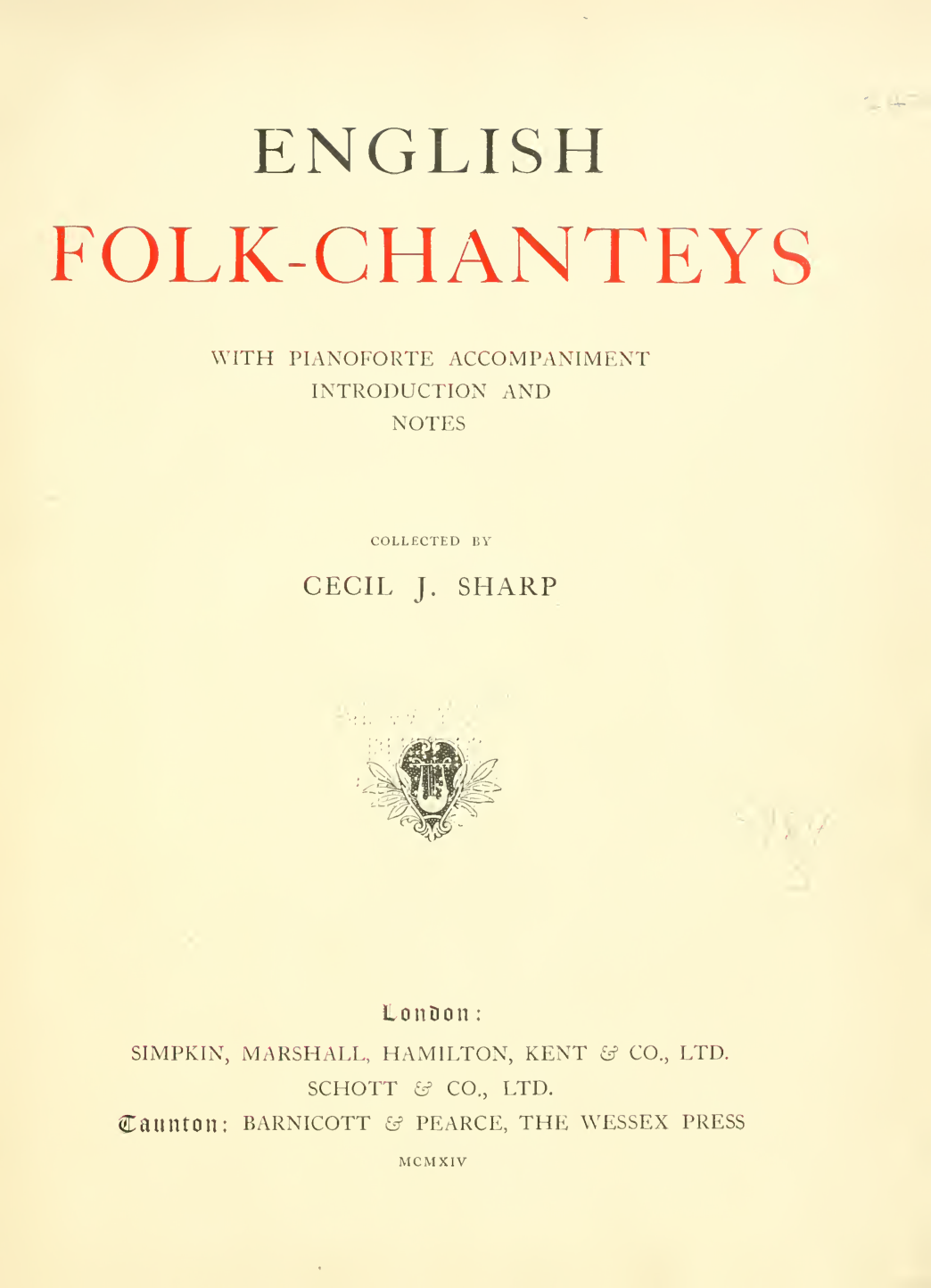
Cecil Sharp著 English Folk-Chanteys（1914年）は、船員以外によって編纂された最初の曲集である。民俗学に関心がある著者のバイアスが題名に表れている。

シーシャンティ（sea shanty、またはchantey、chanty）とは労働歌の一種である。かつて大きな貿易帆船の甲板で作業に従事する際に、伴奏としてよく歌われていた。正確に言うと、用語としてのシャンティは上記のような場面で過去に歌われたレパートリーに含まれる、労働歌固有のスタイルを指す。しかし、現代用語として一般に定着している定義では、そのレパートリーや特徴が広義に解釈され、広く海の仕事で歌われる歌を意味するようになっている。

## 概要
シャンティという言葉の語源は不明であり、文献中で他の労働歌とはっきり異なったジャンルとして認められるのは19世紀中頃である。特に、南北戦争の数十年前に知られるようになったアメリカンスタイルの商船で発展したと考えられている。シャンティソングが歌われるようになった背景は、世界的に有名なロシア民謡である「ヴォルガの舟歌」と同様、異なる民族から構成される労働者を一致団結させる目的であった。たとえ、より少ない乗組員、より厳しいスケジュールの中で大きい商船を操業せねばならない時であっても、歌によって労働者の間に連携が生まれ、効率よく働かせることができた。シャンティを歌う習慣は、帆船が発展した時代を通して、次第に国の枠を越え、世界の至るところで見かけられるようになった。
シャンティの起源は、イギリスや他の国々の沿岸で伝統的に歌われていた労働歌にある。特に、アメリカ南部で綿を担いで船に載せる作業中に歌われたような、アフリカ系アメリカ人の歌の影響を受けている。水夫によって親しまれた当時のポピュラー音楽（吟遊詩人の歌、人気の行進曲、陸のフォークソング）がシャンティのレパートリーに選ばれ、そして、船を操作するための様々な労働作業に合うように音楽的形式を変えられていった。それは、アンカーを持ち上げたり、帆を用意したりする労働作業では、押したり、引いたりするために集団で協調して作業する必要があったためである。
シャンティの形式は柔軟な叙情詩調に代表される。それは実用上の問題で、即興であったり、状況に合わせて曲を長くしたり短くする必要があったためである。その特徴はコールアンドレスポンスであり、ソリストと残りの労働者の間で演じられた。リーダであるソリストはシャンティマンと呼ばれ、その小気味良いセリフと、ウイットの効いた詩、力強い歌声を高く評価された。基本的にシャンティは伴奏なしで演じられ、歴史的に言って、娯楽志向であるというよりはむしろ労働の際に歌われるだけだった。英語で歌われるシャンティが最も顕著ではあったが、他のヨーロッパ言語にも翻訳されたり、創作されたりした。
19世紀末の蒸気船への切り替えと船上作業への機械の導入によって、シャンティの実用的価値は徐々になくなっていった。20世紀前半には労働歌としての役割は求められなくなった。その中で、シャンティに関する情報はベテランの水夫や民俗学のコレクターによって保存されてきた。そして、本や音源として記録された彼らの仕事は、陸上におけるレジャー活動としてシャンティをリバイバルする際の参考資料となった。特に1920年代から、商業音楽、大衆文学、その他メディアは、シャンティに対する陸の人々の関心を触発した。労働歌としての役割から離れた、これらの現代的パフォーマンスはシャンティの形式や内容に影響を及ぼし、文化的、歴史的芸術としての新しい文脈を提供した。最近の公演は、海上での音楽シーンの復活を志向する、伝統的スタイルを踏襲したものから、様々な人気のスタイルをレパートリーに取り入れた、ミュージシャンによる演奏まで幅広く行われている。
2021年にTikTokで「ウェラーマン」を歌う動画をきっかけとしてシーシャンティのブームが発生した。